# لافریا نورت (تگزاس)
لافریا نورت (به انگلیسی: La Feria North) یک منطقهٔ مسکونی در ایالات متحده آمریکا است که در شهرستان کمرون، تگزاس واقع شده‌است. لافریا نورت ۲٫۹ کیلومتر مربع مساحت و ۲۱۲ نفر جمعیت دارد و ۱۷ متر بالاتر از سطح دریا واقع شده‌است.